# Estació de Benicalap
L'estació de Benicalap és una estació de ferrocarril localitzada al barri de Benicalap de València i que forma part de la línia 4 de l'operador Metrovalència. L'estació pertany a la zona tarifària A de Ferrocarrils de la Generalitat Valenciana (FGV) i l'Autoritat de Transport Metropolità de València (ATMV). L'adreça oficial de l'estació és el carrer del Mondúver, número 10.

## Història

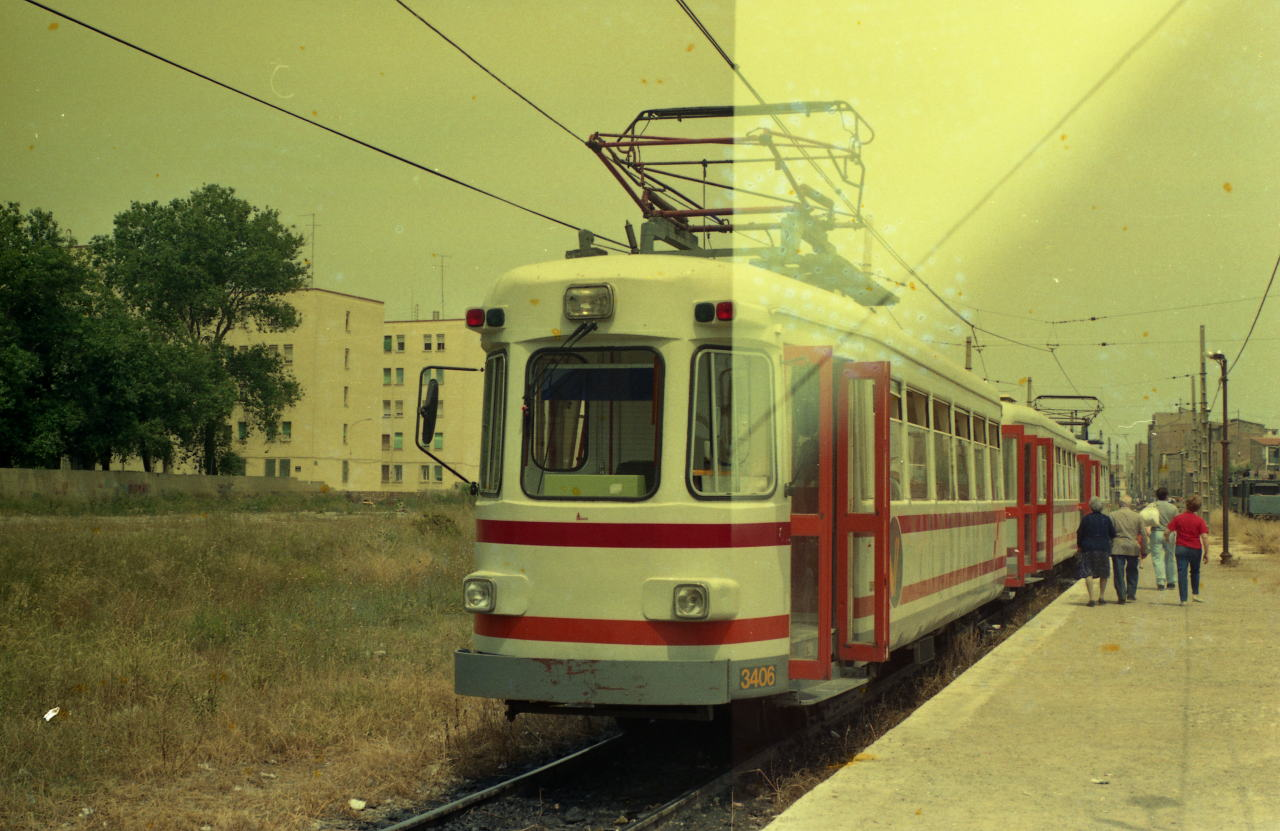
Unitat 3400, com les que circul·laven per l'antiga estació

La primigènia estació de Benicalap, coneguda com l'estacioneta, va ser construïda inicialment per la Companyia de Tramvies i Ferrocarrils de València (CTFV) i inaugurada el 12 de març de 1944 per tal de prestar servici a les seues línies des de l'estació de Pont de Fusta fins a les de Llíria i Bétera. L'estació consistia en un xicotet edifici terminal coronat per una torreta i front al qual passaven les vies del tren. Posteriorment, els Ferrocarrils Espanyols de Via Estreta (FEVE) van continuar operant la línia i gestionant l'estació.
L'any 1987, els Ferrocarrils de la Generalitat Valenciana es fan amb el control de la línia que segueixen operant fins que l'any 1991 van enderrocar l'estació original durant les obres de construcció de la nova línia 4 entre Empalme i Pont de Fusta. L'actual estació es va inaugurar el 21 de maig de 1994, duguent per un breu intèrval de temps el nom de Mondúver.

## Distribució
La morfologia de l'estació, en superfície, és de dues vies paral·leles amb dues andanes a cada banda no paral·leles. Les andanes no compten amb mampares de seguretat. L'estació està preparada per al servici a persones invidents, sordes i discapacitades físiques.
L'estació és de lliure accés en ser en superfície. S'hi troba localitzada a l'intersecció entre el carrer de la Florista i el carrer del Mondúver, del qual va dur el nom per un breu intèrval de temps. L'estació connecta amb la línia 28 d'autobús urbà de l'Empresa Municipal de Transports de València (EMT).

### Línies
| Procedència/Destinació          | <     | Línia | >        | Procedència/Destinació |
| ------------------------------- | ----- | ----- | -------- | ---------------------- |
| Mas del Rosari/Fira de València | Garbí |       | Trànsits | Doctor Lluch           |